# Notoscopelus caudispinosus
Notoscopelus caudispinosus är en fiskart som först beskrevs av Johnson, 1863.  Notoscopelus caudispinosus ingår i släktet Notoscopelus och familjen prickfiskar. Inga underarter finns listade i Catalogue of Life.